# Radu Almășan
Radu Almășan (n. 10 noiembrie 1980, Brașov, România) este un muzician român, cunoscut pentru activitatea sa în trupa Bosquito, pe care o conduce, în calitate de compozitor și solist vocal, încă de la înființarea sa în 1999. Este, de asemenea, membru fondator al trupei de rock alternativ american Madame Hooligan.

## Biografie
Născut la Brașov, România, Radu lansează local un album solo numit Fără adaos comercial în 1997. Notorietatea națională survine ca urmare a popularității trupei Bosquito, odată cu lansarea albumului omonim din anul 2000. După patru albume de succes cu grupul, Radu s-a mutat la Los Angeles și a pus bazele trupei de indie-rock Madame Hooligan alături de care, în 2008, a lansat albumul de debut al acesteia: antiheroes. În 2010, Radu Almășan a revenit cu Bosquito în România, lansând mai multe single-uri, într-o nouă formulă, cântece adunate ulterior pe albumele Babylon și Sus din 2014 respectiv 2019.

## Discografie
Cu Bosquito: 
- 2000: Bosquito
- 2002: Sar scântei!
- 2003: Cocktail Molotov
- 2004: Fărâme din soare
- 2014: Babylon
- 2019: Sus

Cu Madame Hooligan: 
- 2008: „Antiheroes”